# تيودور نزوي نغيما
تيودور نزوي نغويما (بالفرنسية: Théodore Zué Nguéma)‏
```
(مواليد 
9 نوفمبر
 
1973
 في 
ليبرفيل
) لاعب 
كرة قدم
 
غابوني
 
دولي
 يجيد اللعب في خط 
الهجوم
 .
[
5
]
[
6
]
[
7
]
 لعب لصالح نادي أفانت إيستوار الغابوني من سنة 
2004
.
```